# Roskosmos
Státní korporace pro kosmické aktivity „Roskosmos“ (rusky Государственная корпорация по космической деятельности «Роскосмос», oficiální zkrácený název Roskosmos), je státní korporace zodpovědná za ruský kosmický program. Řízení ruské kosmonautiky převzala roku 2016, jako nástupce Federální kosmické agentury, která používala stejné zkrácené jméno, Roskosmos. Agentura sídlí v Moskvě, současným ředitelem je Dmitrij Bakanov.

## Starší názvy a právní formy

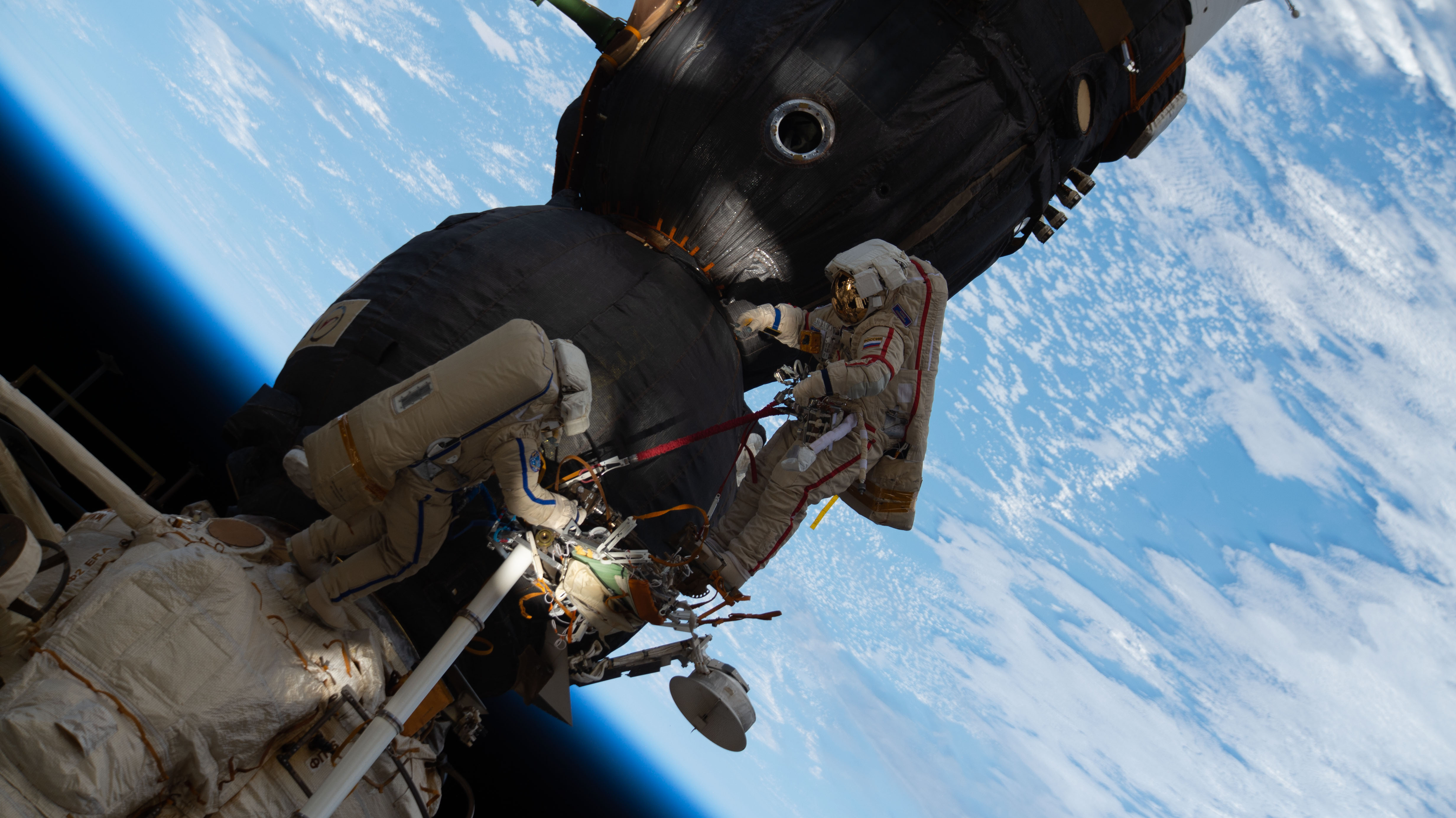
Ruští kosmonauté u lodi Sojuz (2018)

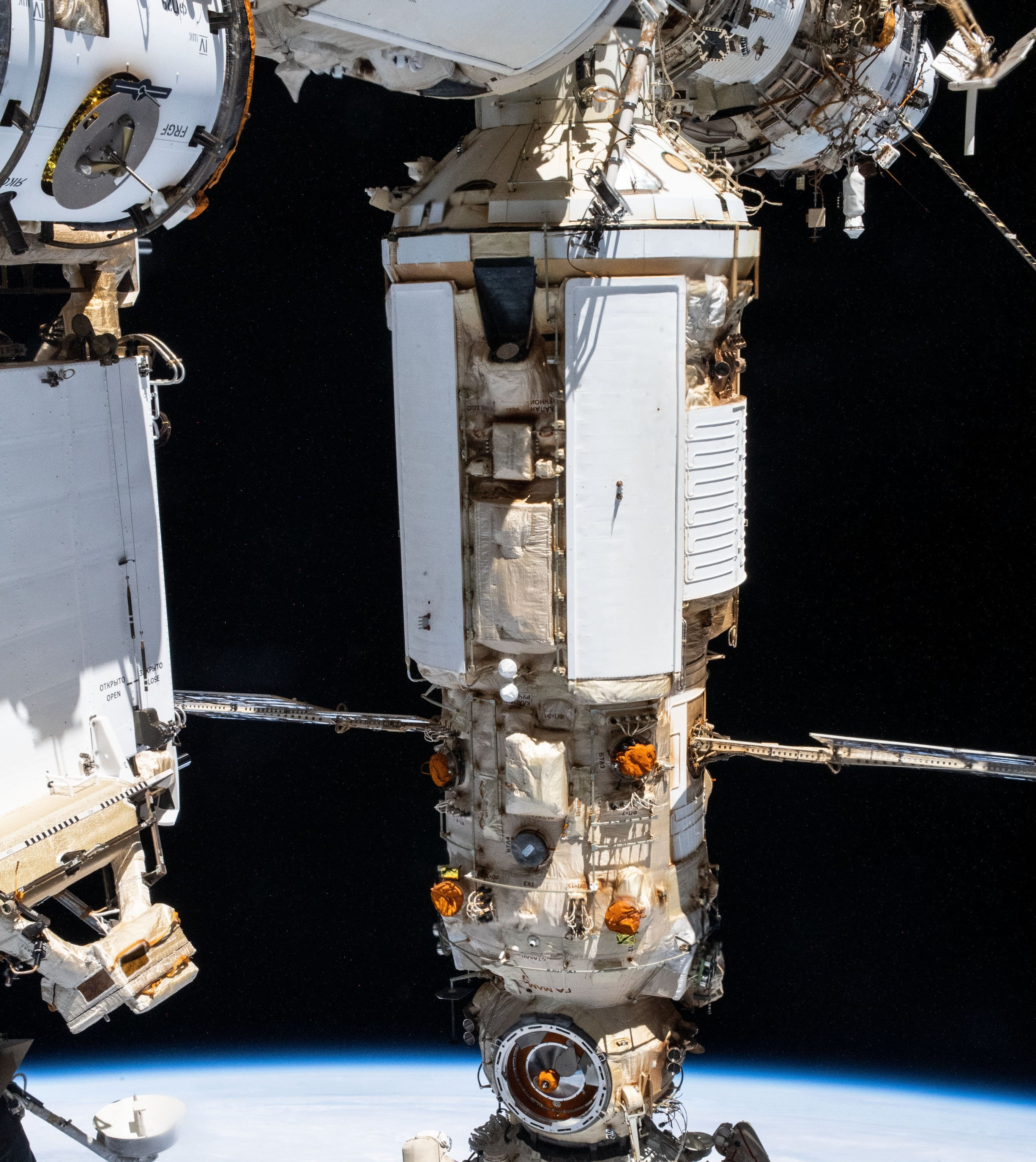
Nauka připojená k ISS (2022)

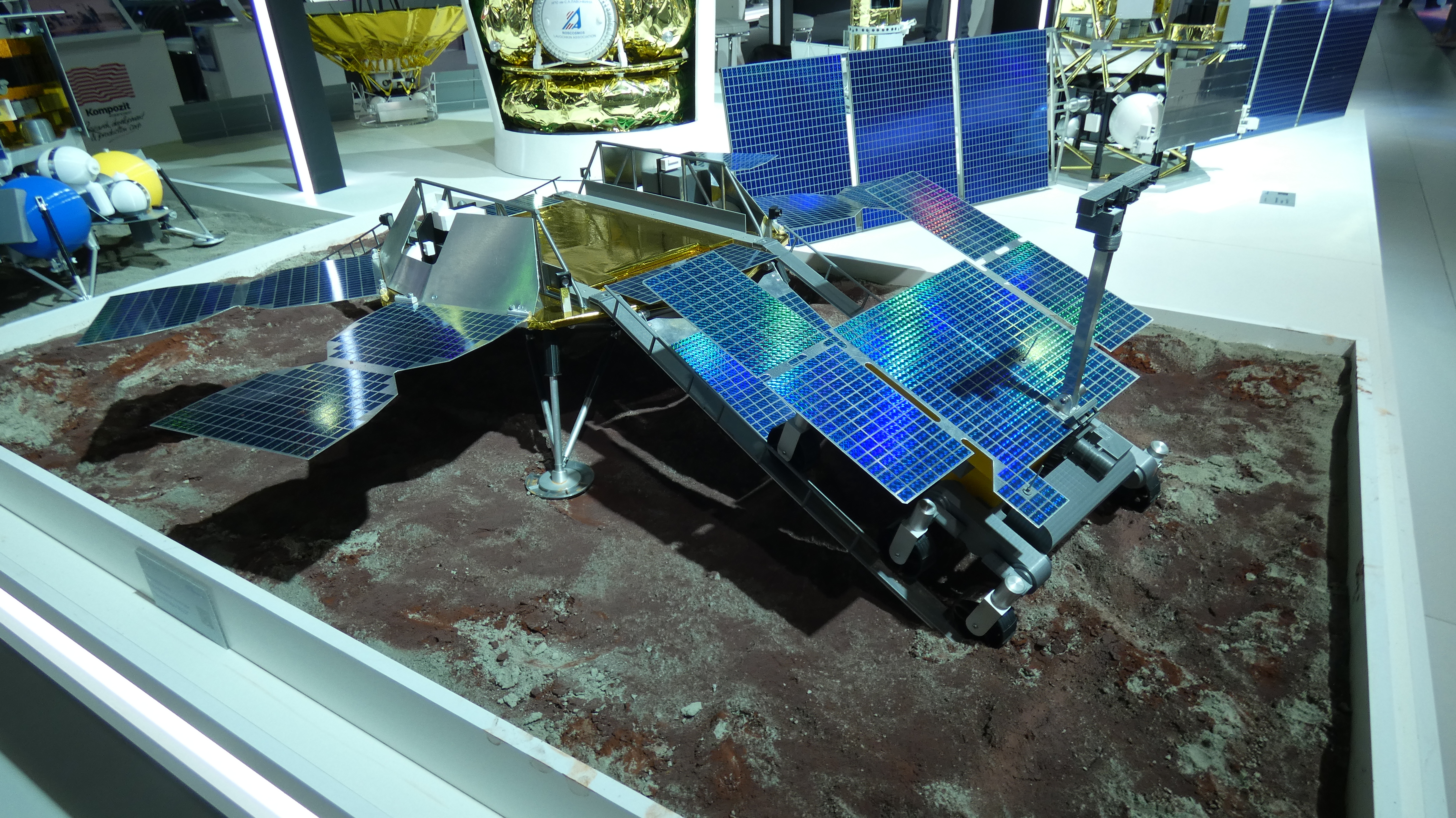
Modul evropsko-ruské mise ExoMars

V Sovětském svazu byl od roku 1965 kosmický průmysl a výzkumné instituty soustředěn v ministerstvu všeobecného strojírenství. Koncem roku 1991 s rozpadem Sovětského svazu ministerstvo zaniklo a řízení kosmického odvětví převzala nově vzniklá Ruská kosmická agentura při vládě Ruské federace. V dalším období se názvy a právní formy organizace měnily:
- vládní agentury
  - 1992: Ruská kosmická agentura při vládě RF (RKA, Российское космическое агентство при Правительстве РФ, Rossijskoje kosmičeskoje agentstvo pri Praviteľstve RF)
  - 1992–1999: Ruská kosmická agentura (RKA, Российское космическое агентство, Rossijskoje kosmičeskoje agentstvo), založena 25. února 1992 dekretem prezidenta Ruské federace č. 185 během reorganizace vládních struktur Ruska po rozpadu Sovětského svazu
  - 1999–2004: Ruská letecko-kosmická agentura (Rosaviakosmos, Российское авиационно-космическое агентство, Rossijskoje aviacionno-kosmičeskoje agentstvo)
  - 2004–2016: Federální kosmická agentura (Roskosmos, Federaľnoje kosmičeskoje agentstvo). Výraz Roskosmos byl do roku 2015 jen zkrácený název organizace, zatímco od roku 2016 je to už hlavní část jejího názvu.
- akciová společnost vlastněná státem
  - 2014–2016: Sjednocená raketo-kosmická korporace (ORKK, Объединённая ракетно-космическая корпорация). Do korporace byly z Roskosmosu vyčleněny podniky vyrábějící raketovou a kosmickou techniku.
- státní korporace
  - od 2015: Státní korporace pro kosmické aktivity „Roskosmos“

## Současný program

### Rakety a kosmické lodě
Agentura provozuje nosné rakety Sojuz, které vynášejí kosmické lodě Sojuz a nákladní lodě Progress. Rakety Proton M jsou používány k vynášení bezpilotních nákladů. První start rakety Sojuz 2 se uskutečnil roku 2004 a tento typ nahradil všechny starší rakety od roku 2019. První znovupoužitelná raketa Sojuz-7 (Amur) by měla vzletět roku 2026. Roku 2014 se uskutečnily první lety rakety Angara.

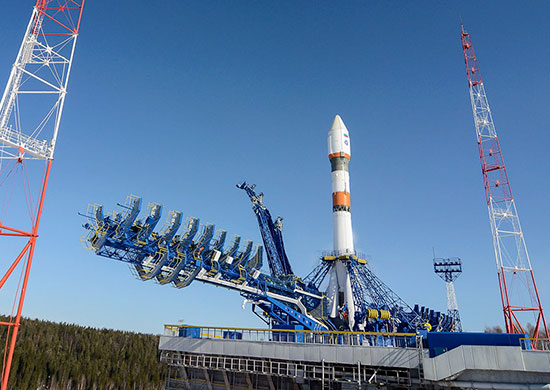
Start rakety Sojuz 2 (2016)
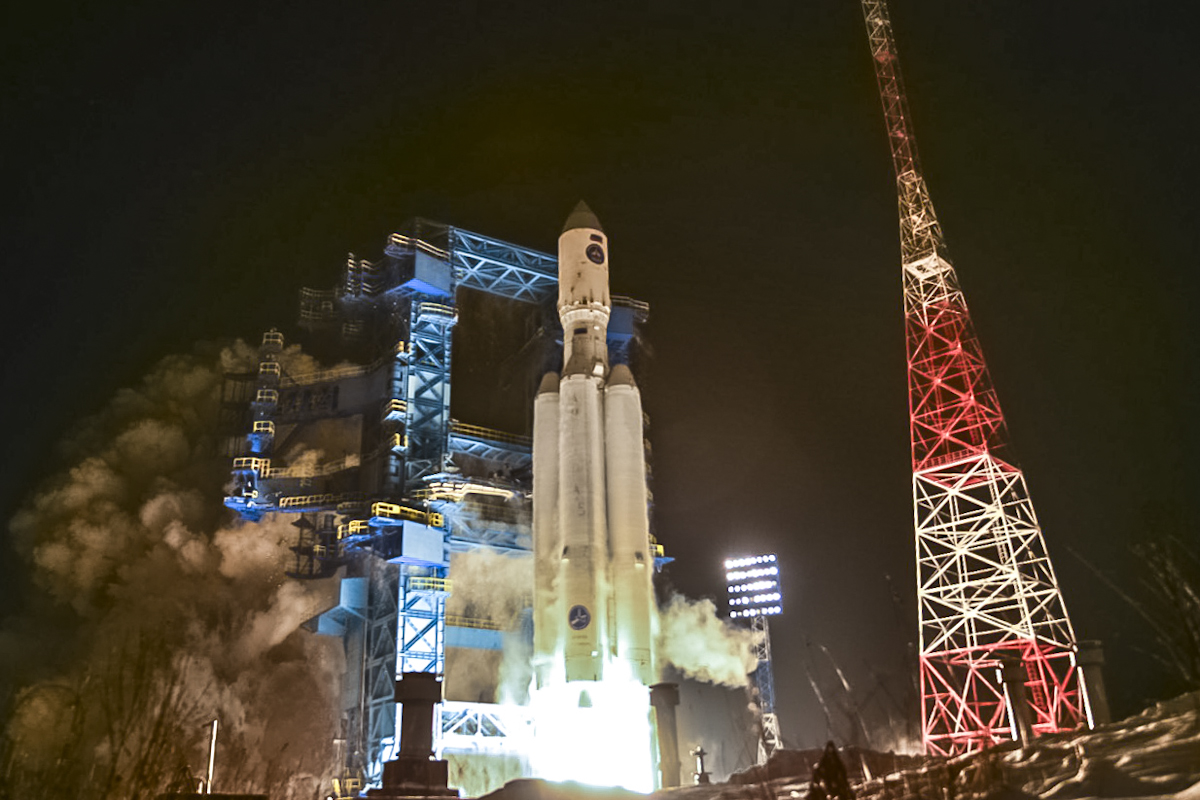
Start rakety Angara 5 (2020)
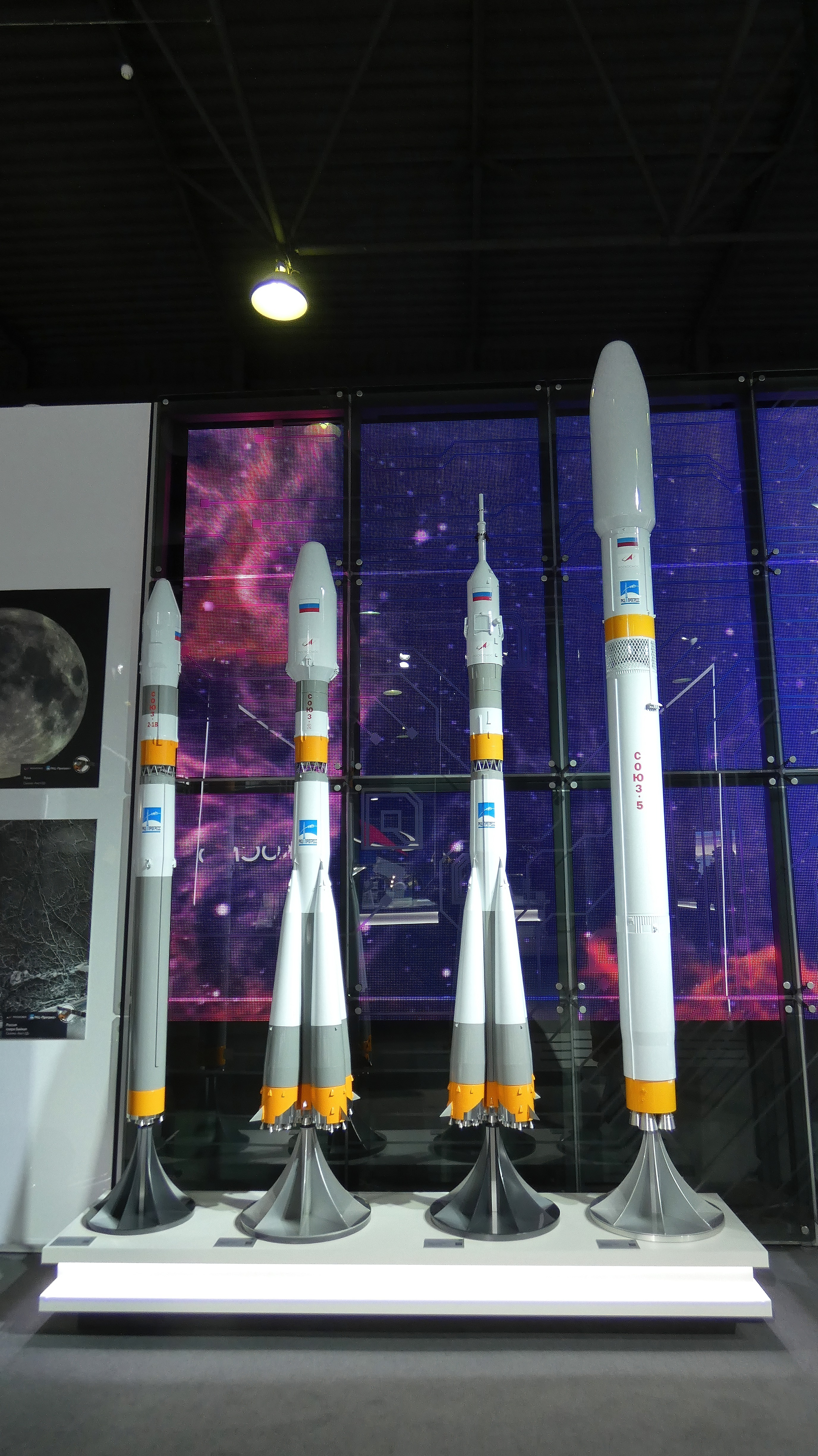
Sojuz-2.1v, Sojuz-2.1a, Sojuz-2.1b a Sojuz-5
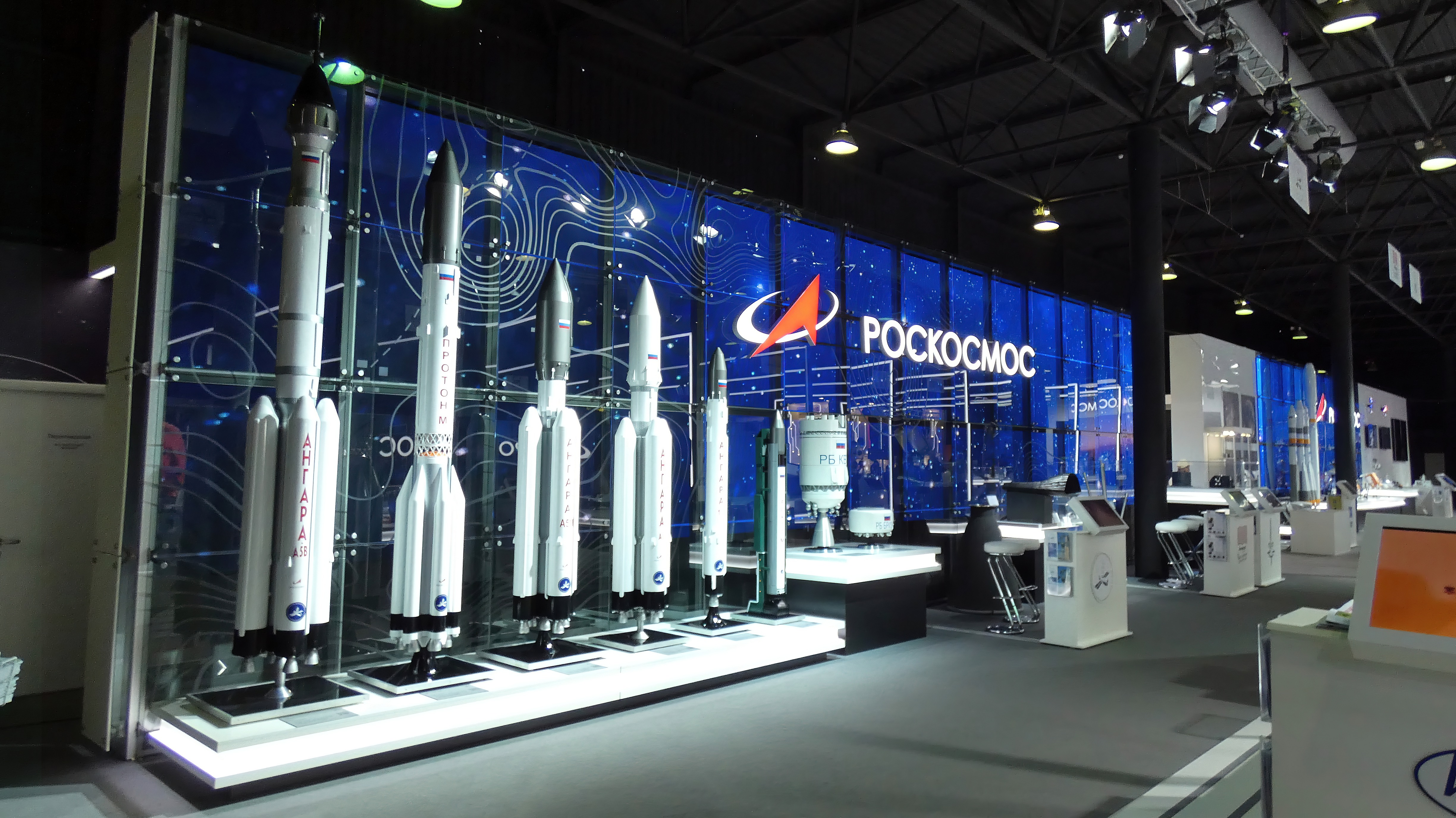
Angara A5V, Proton M, Angara A5, Angara A3 a Angara A1.2

### ISS
Roskosmos je partner v programu Mezinárodní vesmírné stanice ISS a přispěl základními moduly Zarja a Zvezda, které byly poté spojeny modulem Unity agentury NASA. Nyní na ISS provozuje šest modulů a vyslal tam již devět vesmírných turistů, kteří za let zaplatili 20-40 milionů dolarů. V červenci 2021 byl ke stanici připojen nový laboratorní modul Nauka.

### Plány do budoucna
Ve spolupráci s ESA se Roskosmos podílel také na průzkumu Marsu v rámci projektu ExoMars. Na rok 2022 byla naplánována druhá část mise, při které měla raketa Proton-M dopravit na jeho povrch evropský rover a ruský stacionární modul. Kvůli ruské invazi na Ukrajinu však ESA oznámila ukončení této spolupráce a k vyslání mise na Mars tak nedojde.
Roskosmos také projevil zájem podílet se na budoucím projektu výstavby vesmírné stanice Gateway na oběžné dráze kolem Měsíce. Dohoda s ostatními agenturami, které se na projektu podílejí, však nebyla dosažena a Roskosmos se tohoto projektu účastnit nebude.[zdroj?]
V několika programech také úzce spolupracoval s ESA. Poslední společný projekt se týkal studie na novou pilotovanou loď ACTS, která nahradila zamýšlený projekt malého raketoplánu Kliper. Tato studie však nakonec zůstala pouze projektem ESA a Roskosmos začal pracovat na vlastní kosmické lodi Orjol. První zkušební let této lodi je naplánován na rok 2023 z kosmodromu Vostočnyj.
V budoucnosti plánuje rozšířit nabídku vesmírných výletů také na oblet Měsíce za odhadem 100 milionů dolarů. Plánuje se návrat na Měsíc programem Luna, který sestává ze čtyř misí (první Luna 25 v srpnu 2023) a výstavby robotické základny na Měsíci. Na plánovaných misích Luna se podílela také Evropská kosmická agentura, v reakci na ruskou invazi na Ukrajinu se ale rozhodla tuto spolupráci ukončit. V dlouhodobém horizontu se plánuje návrat na Venuši sondou Veněra-D.
V červnu 2025 oznámil ředitel Roskosmosu plány na vynesení 1000 satelitů (886 pro širokopásmový internet a 114 pro dálkový průzkum Země). Zároveň má být do vesmíru vysláno 102 satelitů pro řízení dronů. Nicméně navzdory ambiciózním plánům je současný počet startů nejnižší za celou dobu post-Sovietské historie (zhruba odpovídá počtu startů na začátku 60. let 20. století).

## Správa

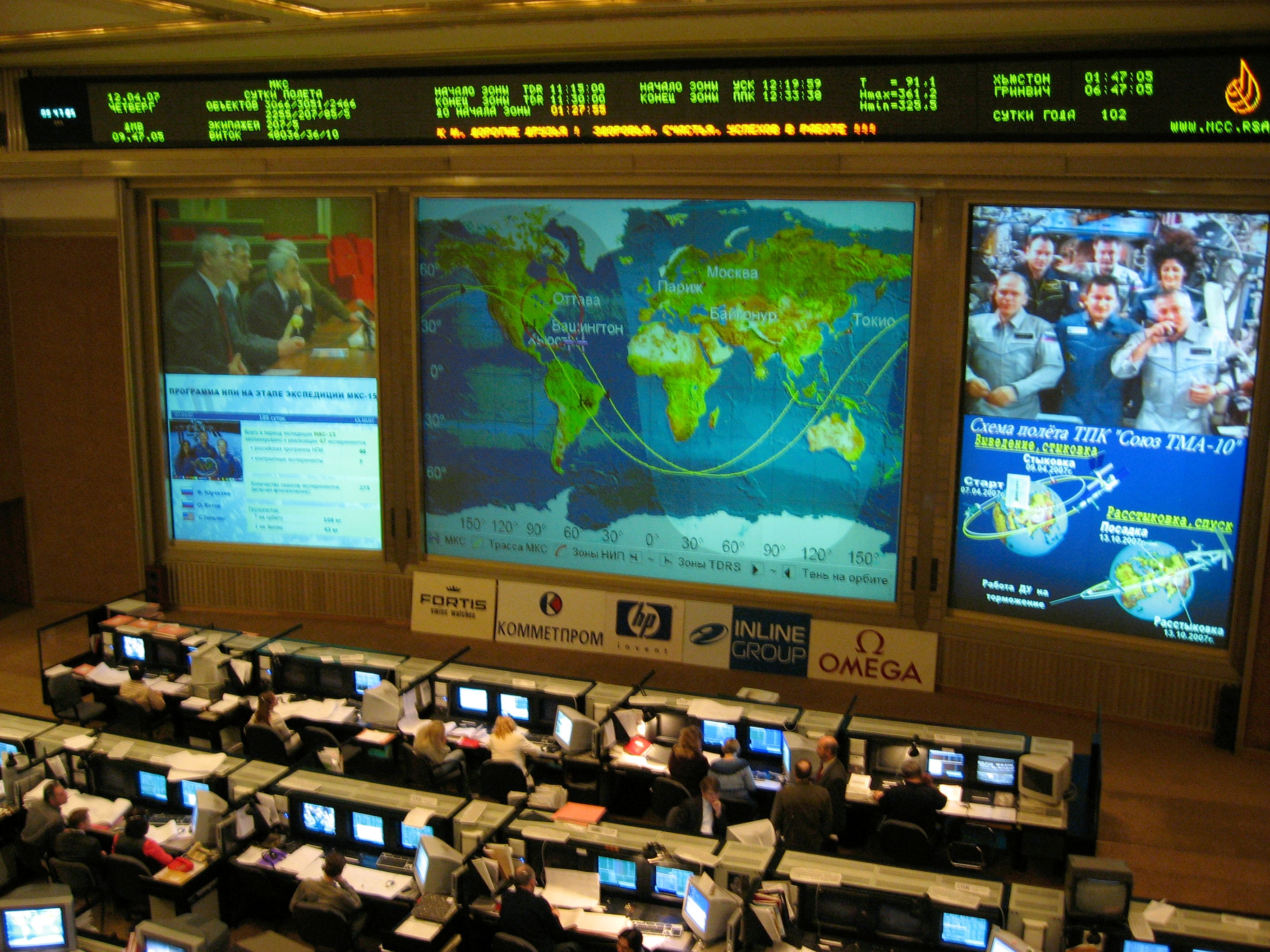
Středisko řízení letů Roskosmosu v Koroljovu u Moskvy

Vedení Roskosmosu sídlí v Moskvě, ale starty probíhají zejména z kosmodromu Bajkonur v Kazachstánu. Lety kosmických lodí a družic řídí specialisté střediska řízení letů CUP v Koroljovu u Moskvy. Na starty vojenských družic je primárně určen kosmodrom v Plesecku, spravovaný armádou. V provozu je také zatím jediná rampa pro rakety Sojuz na novém kosmodromu Vostočnyj. Od roku 2011 má Roskosmos k dispozici jednu rampu na kosmodromu v Kourou, která byla vybudována ve spolupráci s ESA.
Organizace zaměstnává asi 300 lidí. Většina prací je zajišťována externě. Hlavním dodavatelem je společnost RKK Energija. Od roku 2009 převzal Roskosmos řízení Středisko přípravy kosmonautů J. A. Gagarina. Generálním ředitelem byl Dmitrij Rogozin, který nahradil Igora Komarova (od ledna 2015 do května 2018). Funkci zastával od  května 2018 do poloviny července 2022, kdy jej vystřídal Jurij Borisov. Tržby společnosti v Rusku v roce 2021 dosáhly 10 miliard rublů.. V únoru 2025 byl prezidentem Ruské federace Vladimírem Putinem odvolán ředitel Jurij Borisov. Novým ředitelem se stal Dmitrij Bakanov, který působil jako náměstek ministra dopravy a ředitel pro digitální transformaci ministerstva dopravy.